# إيرني كارسون
إيرني كارسون (بالإنجليزية: Ernie Carson)‏ هو عازف جاز وعازف بيانو ومغني أمريكي، ولد في 4 ديسمبر 1937 في بورتلاند في الولايات المتحدة، وتوفي في 9 يناير 2012.

## وصلات خارجية
- إيرني كارسون على موقع ميوزك برينز (الإنجليزية)
- إيرني كارسون على موقع أول ميوزيك (الإنجليزية)